# Silvio Amadio
Pour les articles homonymes, voir Amadio.
Silvio Amadio, né le 8 août 1926 à Frascati et mort le 19 août 1995 à Rome, est un réalisateur et scénariste italien. Il a réalisé 24 films entre 1957 et 1981.

## Biographie
Après des études de droit, Silvio Amadio commence sa carrière comme documentaristes dans les années 1950, avec entre autres le film Il tennis sorti en 1957. Il travaille comme scénariste et assistant réalisateur, souvent avec Raffaello Matarazzo. 
Après s'être tourné vers la réalisation à partir de 1957, il produit un certain nombre de films bien mis en scène, mais qui, en raison d'une distribution limitée, n'ont généralement pas eu beaucoup de succès, comme l'un des premiers gialli — Le Boeing décolle à seize heures (1965) — et un thriller parapsychologique — Il medium (1980). 
Dans les années 1970, il travaille comme producteur pour Domizia Film. Il est également membre du conseil d'administration de l'associazione nazionale industrie cinematografiche audiovisive (ANICA). 
Après avoir tourné Un flingue pour un flic (1981) Silvio Amadio quitte le monde du cinéma pour étudier la théologie.
Seuls quelques-uns des quelque 25 films d'Amadio ont été projetés dans les pays francophones. Il a remporté un David di Donatello (prix spécial du jury) en 1978 pour Una settimana come un altra de Daniele Costantini (it). 
Silvio Amadio meurt le 19 août 1995 à Rome.

### Vie privée
Marié à Gabriella Kustermann en 1953, Silvio Amadio a eu trois enfants, Nicoletta (1954-1999), Silvia (1961) et Stefano (1965).

## Filmographie

### Comme réalisateur
- 1959 : Les Loups dans l'abîme (Lupi nell'abisso)
- 1960 : Thésée et le Minotaure (Teseo contro il minotauro)
- 1960 : Tu che ne dici?
- 1962 : Foudres sur Babylone (Le sette folgori di Assur)
- 1962 : Les Révoltées de l'Albatros (L'amuttinamento)
- 1964 : Desideri d'estate
- 1964 : Filles et Garçons (Oltraggio al pudore)
- 1965 : Le Boeing décolle à seize heures (Il segreto del vestito rosso)
- 1966 : Pour mille dollars par jour (Per mille dollari al giorno)
- 1969 : Les Biches suédoises (L'isola delle Svedesi)
- 1970 : Désespérément l'été dernier (Disperatamente l'estate scorsa)
- 1972 : Il sorriso della iena
- 1972 : À la recherche du plaisir (Alla ricerca del piacere)
- 1972 : Les Contes pervers de l'Arétin (E si salvo solo l'Aretino Pietro con una mano avanti e l'altra dietro...)
- 1972 : Comment faire cocus les maris jaloux (Come fu che Masuccio Salernitano, fuggendo con le brache in mano, riuscì a conservarlo sano)
- 1973 : Li chiamavano i tre moschettieri... invece erano quattro
- 1974 : Les Polissonnes excitées (La minorenne)
- 1974 : Catene
- 1975 : La lycéenne a grandi (Quella età maliziosa)
- 1975 : Si douce, si perverse (Peccati di gioventù)
- 1976 : Il medico... la studentessa
- 1980 : Il medium
- 1981 : Un flingue pour un flic (Il carabiniere)

### Comme scénariste
- 1958 : Le Faux Célibataire (it) (Gli zitelloni) de Giorgio Bianchi
- 1961 : La Vengeance du masque de fer (La vendetta della maschera di ferro) de Francesco De Feo